# قانون هایتز

تصویری از قانون هایتز. خروجی نور در هر بسته ال‌ئی‌دی به عنوان تابعی از زمان، به مقیاس لگاریتمی روی محور عمودی توجه کنید.

قانون هایتز (به انگلیسی: Haitz's law) یک مشاهده و پیش‌بینی در مورد بهبود مستمر دیودهای نور گسیل (ال‌ئی‌دی) طی سالیان متمادی است.
این ادعا می‌کند که هر دهه، هزینه هر لومن (واحد نور مفید گسیلیده) با ضریب ۱۰ کاهش می‌یابد و مقدار نور تولیدشده در هر بسته ال‌ئی‌دی به ازای یک طول‌موج (رنگ) معین نور، ۲۰ برابر افزایش می‌یابد. این قانون همتای ال‌ئی‌دی، قانون مور در نظر گرفته می‌شود که بیان می‌کند تعداد ترانزیستورها در یک مدار مجتمع معین هر ۱۸ تا ۲۴ ماه دو برابر می‌شود. هر دو قانون بر بهینه‌سازی فرایند تولید افزاره‌های نیم‌رسانا تکیه دارند.
قانون هایتز از نام رولاند هایتز (۱۹۳۵–۲۰۱۵)، یک دانشمند در اجیلنت تکنولوژیز در میان دیگران نامگذاری شده است. این اولین بار در استراتژی در نور ۲۰۰۰، اولین کنفرانس از سری کنفرانس‌های سالانه سازماندهی شده توسط استراتژی آن‌لیمیتد به عموم مردم ارائه شد. علاوه بر پیش‌بینی توسعه نمایی هزینه هر لومن و مقدار نور در هر بسته، این نشریه همچنین پیش‌بینی کرد که بازده نوری نورپردازی مبتنی بر ال‌ئی‌دی می‌تواند در سال ۲۰۲۰ به ۲۰۰ لومن بر وات (لومن بر وات) برسد و از ۱۰۰ لومن بر وات در سال ۲۰۱۰ عبور کند. اگر منابع صنعتی و دولتی کافی برای تحقیق در مورد روشنایی-ال‌ئی‌دی صرف شود، این امر صدق می‌کند. بیش از ۵۰ درصد از مصرف برق برای روشنایی (۲۰ درصد از انرژی الکتریکی کل مصرف‌شده) تا ۲۰۰ لومن بر وات صرفه‌جویی می‌شود. این چشم‌انداز و دیگر کاربردهای اساسی ال‌ئی‌دی‌ها (مانند فلاش تلفن همراه و نورپس‌زمینه-LCD) منجر به سرمایه‌گذاری هنگفتی در تحقیقات ال‌ئی‌دی شد به طوری که بازدهی ال‌ئی‌دی در سال ۲۰۱۰ واقعاً از ۱۰۰ لومن بر وات گذشت. اگر این روند ادامه یابد، ال‌ئی‌دی‌ها تا سال ۲۰۲۰ به کارآمدترین منبع نور تبدیل خواهند شد.
حداکثر نظری برای منبع نور سفید جسم‌سیاه لبه‌پهن (در دمای رنگ ۵۸۰۰ کلوین با طول‌موج محدود به نوار مرئی بین ۴۰۰ نانومتر و ۷۰۰ نانومتر) ۲۵۱ لومن بر وات است. با این حال، برخی از ال‌ئی‌دی‌های «سفید» به کارایی بیش از ۳۰۰ لومن بر وات دست یافته‌اند.
در سال ۲۰۱۰، وولف‌اِسپید ال‌ئی‌دی ایکس‌ام-ال را توسعه داد و به بازار عرضه کرد که دارای ۱۰۰۰ لومن در ۱۰۰ لومن بر وات اثربخشی و ۱۶۰ لومن بر وات در ۳۵۰ میلی‌آمپر و ۱۵۰ لومن بر وات در ۷۰۰ میلی‌آمپر بود. آنها همچنین ادعا کردند که با یک نمونه اولیه که ۲۰۸ لومن در ۳۵۰ میلی‌آمپر تولید می‌کند، سد ۲۰۰ لومن بر وات را در تحقیق و توسعه شکسته‌اند. در می ۲۰۱۱، وولف‌اسپید نمونه اولیه دیگری را با بازده ۲۳۱ لومن بر وات در ۳۵۰ میلی‌آمپر معرفی کرد. در مارس ۲۰۱۴، وولف‌اسپید نمونه اولیه دیگری را با بازدهی ۳۰۳ لومن بر وات در ۳۵۰ میلی‌آمپر معرفی کرد.
در سال ۲۰۱۷، فیلیپس لایتینگ، سه سال قبل از آنچه قانون هایتز پیش‌بینی کرده بود، شروع به ارائه چراغ‌های ال‌ئی‌دی مصرفی با کارایی ۲۰۰ لومن بر وات در دُبی با استفاده از فناوری ال‌ئی‌دی رشته‌ای (به انگلیسی: LED filament) کرد.